# Michael Ventris
Michael George Francis Ventris (* 12. Juli 1922; † 6. September 1956) war ein englischer Architekt und Sprachwissenschaftler. Ventris entzifferte 1952 zusammen mit John Chadwick die Linearschrift B, eine in der mykenischen und minoischen Kultur verbreitete Schrift.

## Leben und Werk
Schon in jungen Jahren galt Ventris als sprachbegabt. Als er mit 14 Jahren Arthur Evans, den Entdecker der minoischen Kultur, traf und erfuhr, dass die Schrift „Linear B“ noch nicht entziffert war, zeigte er großes Interesse daran. Im Alter von 18 Jahren sandte er einen Artikel an eine Fachzeitschrift, der veröffentlicht wurde und in dem er Kritik an bestehenden Übersetzungen übte. Ventris war für die Royal Air Force als Navigator tätig und absolvierte anschließend ein Architekturstudium. Neben seiner beruflichen Tätigkeit beschäftigte er sich immer mit Linear B. Durch eine Rundfunksendung im dritten Programm der BBC, in der Ventris am 3. Juli 1952 über Linear B sprach, wurde John Chadwick auf Ventris aufmerksam.
Durch die Entzifferung der Linear B wiesen Ventris und Chadwick 1956 nach, dass die damit aufgezeichnete Sprache der älteste bekannte griechische Dialekt war. Ventris und Chadwick stützten sich bei ihrer Entzifferung auf den von Emmett Leslie Bennett eingeführten Zeichensatz und das Karteikartensystem „Kobertriplets“ von Alice Kober, das alle Zeichen von Linear B mit unterschiedlichen Endungen festhält.
Im Alter von 34 Jahren starb Michael Ventris am 6. September 1956 an den Folgen eines Verkehrsunfalles.
1970 wurde ein Mondkrater nach ihm benannt.

## Schriften (Auswahl)
- mit John Chadwick: Evidence for Greek Dialect in the Mycenaean Archives. In: The Journal of Hellenic Studies 73, 1953, S. 84–103.
- mit John Chadwick: Documents in Mycenaean Greek. Three Hundred Selected Tablets from Knossos, Pylos and Mycenae with Commentary and Vocabulary. Cambridge University Press, Cambridge 1956.
- mit John Chadwick: Documents in Mycenaean Greek. Second edition. Cambridge University Press, Cambridge 1973.